# Círculo de Críticos de Cine de Londres
El Círculo de Críticos de Cine de Londres (London Film Critics' Circle) es la asociación de cine más grande de Londres, establecida en 1980. La sección de Cine ahora tiene más de 180 miembros provenientes de publicaciones, medios de difusión e Internet en todo el Reino Unido.
Los miembros del círculo de críticos han trabajado como críticos y expertos en cine, escribiendo reportajes analíticos informados o transmitiendo programas cinematográficos para publicaciones y medios británicos, con una duración mayor a dos años.

## Historia
Los Premios de Cine del Círculo de Críticos se instituyeron en 1980 y son otorgados anualmente por la Sección de Cine del Círculo de Críticos.
Votados por todos los miembros de la Sección de Cine, los premios se han convertido en un gran evento en Londres, presentados en una ceremonia celebrada en un gran hotel del "West End". De 1995 a 2010, la ceremonia de premiación fue un evento benéfico en ayuda de la Sociedad Nacional para la Prevención de la Crueldad contra los Niños (NSPCC).

## Categorías de premios
Las categorías de premios pasadas y presentes incluyen:
- Película del año
- Película en lengua extranjera del año
- Director del año
- Guionista del año
- Actor del año
- Actriz del año
- Actor de reparto del año
- Actriz de reparto del año
- Revelación internacional del año
- Premio Attenborough: Película británica/irlandesa del año
- Película británica o irlandesa del año (1991-presente)[2]
- Director británico o irlandés del año
- Guionista británico o irlandés del año
- Productor británico o irlandés del año
- Logro técnico del año (2011-presente)[3]
- Actor británico/irlandés del año
- Actriz británica / irlandesa del año
- Premio Dilys Powell a la excelencia en el cine
- Joven intérprete británico/irlandés del año
- Cineasta británico / irlandés revelación

Los premios honoríficos incluyen: el premio Attenborough, que se otorga a la película británica/irlandesa del año; El premio Philip French, que se otorga al cineasta británico/irlandés más destacado del año, y el premio Dilys Powell, que se otorga a la excelencia en el cine.